# Tianxia
Tianxia (chiń. 天下; pinyin tiānxià; dosł. „[wszystko] pod niebem” tj. świat) – w kulturze chińskiej pojęcie oznaczające zarówno terytorium znajdujące się w obrębie panowania cesarza Chin, jak i podstawa koncepcji cesarstwa uniwersalnego mającego się powiększać dzięki hua, czyli przez oddziaływanie, moralny przykład cesarza, znajdującego się, w sensie kosmologicznym i politycznym, w centrum świata. Dobroczynny wpływ cesarza miał emanować na cały świat, podobnie granice cesarstwa miały objąć cały świat. Koncepcja przetrwała aż do czasów kolonialnych. Jest przejawem poczucia wyższości cywilizacyjnej Chin nad resztą świata, obecnego przez większą część dziejów tej cywilizacji.